# Química

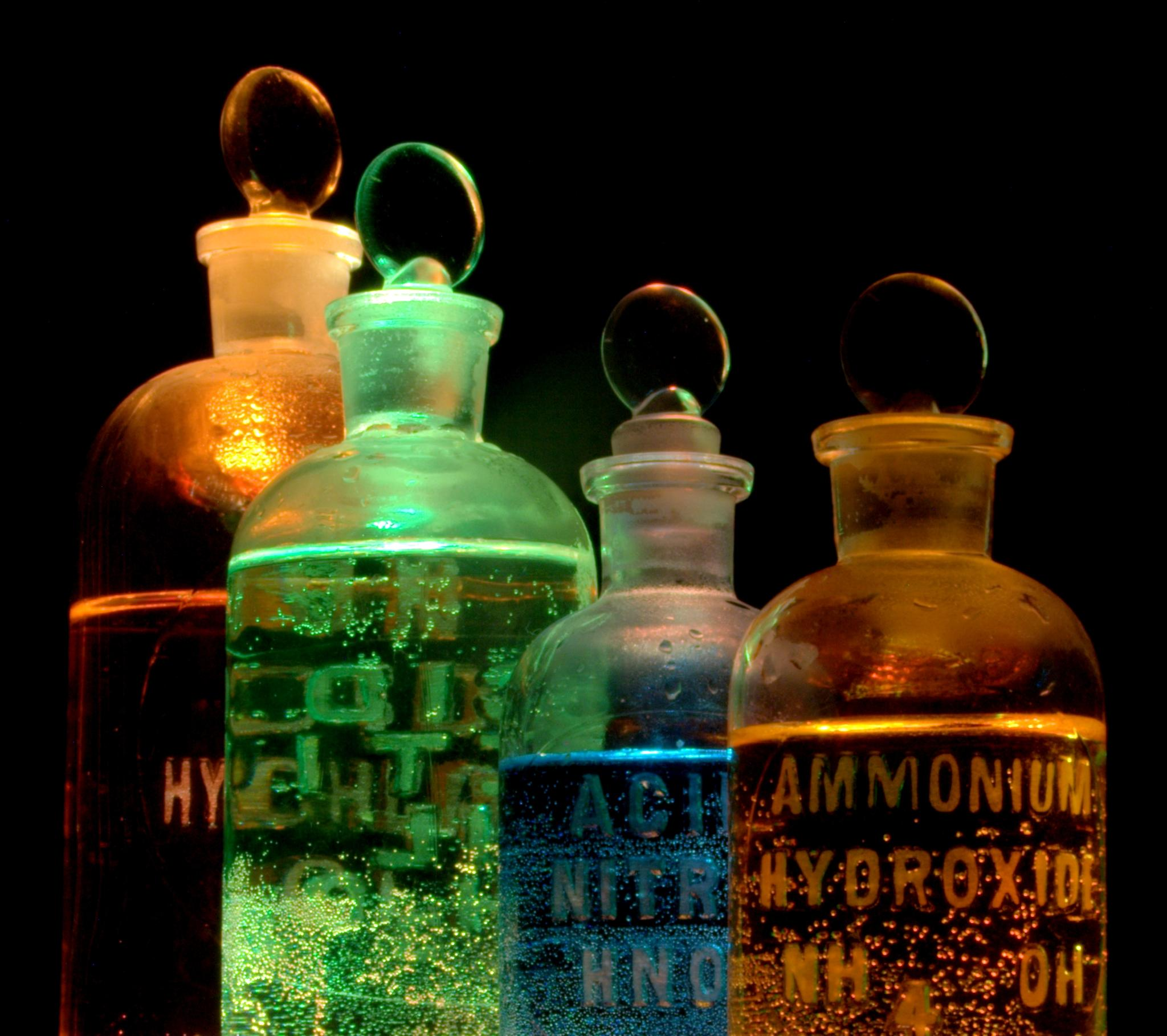
Soluciones y sustancias en botellas de reactivos, incluyendo ácido nítrico e hidróxido de amonio, iluminados de diferentes colores

Tabla periódica de los elementos químicos moderna actualizada a 2016 por la IUPAC.

La química es la ciencia natural que estudia y analiza la composición, estructura y propiedades de la materia, ya sea en forma de elementos, especies, compuestos, mezclas u otras sustancias, así como los cambios que estas experimentan durante las reacciones y su relación con la energía química. Linus Pauling la definió como la ciencia que estudia las sustancias, su estructura (tipos y formas de acomodo de los átomos), sus propiedades y las reacciones que las transforman en otras sustancias en referencia con el tiempo. La química, a través de una de sus ramas conocida como química supramolecular, se ocupa principalmente de las agrupaciones supratómicas, como son los gases, las moléculas, los cristales y los metales, estudiando su composición, propiedades estadísticas, transformaciones y reacciones; si bien la química general también incluye la comprensión de las propiedades e interacciones de la materia a escala atómica. 
La química es llamada a menudo «ciencia central» por su papel de conexión en las otras ciencias naturales, relacionándose con la física por medio de la fisicoquímica, la biología mediante la bioquímica, la astronomía a través de la astroquímica, la geología por vía de la geoquímica, entre otras. La mayor parte de los procesos químicos se pueden estudiar directamente en el laboratorio, usando una serie de técnicas, a menudo bien establecidas, tanto de manipulación de materiales como de comprensión de los procesos subyacentes. Una aproximación alternativa es la proporcionada por las técnicas de modelado molecular, que extraen conclusiones de modelos computacionales.
La química moderna se desarrolló a partir de la alquimia, una práctica protocientífica de carácter esotérico, pero también experimental, que combinaba elementos de química, física, biología, metalurgia, farmacéutica, entre otras disciplinas. Esta fase termina con la revolución química, con el descubrimiento de los gases por Robert Boyle, la ley de conservación de la materia y la teoría de la combustión por oxígeno, postuladas por el científico francés Antoine Lavoisier. La sistematización se hizo patente con la creación de la tabla periódica de los elementos y la introducción de la teoría atómica, cuando los investigadores desarrollaron una comprensión fundamental de los estados de la materia, los iones, los enlaces químicos y las reacciones químicas. Desde la primera mitad del siglo XIX el desarrollo de la química lleva aparejado la aparición y expansión de una industria química de gran relevancia en la economía y la calidad de vida actuales.
Las disciplinas de la química se agrupan según la clase de materia bajo estudio o el tipo de estudio realizado. Entre estas se encuentran la química inorgánica, que estudia la materia inorgánica; la química orgánica, que estudia la materia orgánica; la bioquímica, que estudia las sustancias existentes en organismos biológicos; la fisicoquímica que comprende los aspectos estructurales y energéticos de sistemas químicos a escalas macroscópica, molecular y atómica, y la química analítica, que analiza muestras de materia y trata de entender su composición y estructura mediante diversos estudios y reacciones.

## Etimología
La palabra química procede de la palabra «alquimia», el nombre de un antiguo conjunto de prácticas protocientíficas que abarcaba diversos elementos de la actual ciencia, además de otras disciplinas muy variadas como la metalurgia, la astronomía, la filosofía, el misticismo o la medicina. La alquimia, practicada al menos desde alrededor del año 330, además de buscar la fabricación de oro, estudiaba la composición de las aguas, la naturaleza del movimiento, del crecimiento, de la formación de los cuerpos y su descomposición, la conexión espiritual entre los cuerpos y los espíritus. Un alquimista solía ser llamado en lenguaje cotidiano «químico», y posteriormente (oficialmente, a partir de la publicación, en 1661, del libro El químico escéptico, del químico irlandés Robert Boyle) se denominaría química al arte que practicaba.
A su vez, alquimia deriva de la palabra árabe al-kīmīā (الکیمیاء). En su origen, el término fue un préstamo tomado del griego, de las palabras χημία o χημεία (khemia y khemeia, respectivamente). La primera podría tener origen egipcio. Muchos creen que al-kīmīā deriva de χημία, que a su vez deriva de la palabra Chemi o Kimi o Kham, que es el nombre antiguo de Egipto en egipcio. Según esa hipótesis, khemeia podría ser "el arte egipcio". La otra alternativa es que al-kīmīā derivara de χημεία, que significa «fusionar». Una tercera hipótesis, con más adeptos en la actualidad, dice que khemeia deriva del griego khumos, el jugo de una planta, y que vendría a significar "el arte de extraer jugos", y en este caso "jugo" podría ser un metal, y por tanto podría ser "el arte de la metalurgia".

## Definición
La definición de química ha cambiado a través del tiempo, a medida que se han añadido nuevos descubrimientos a la funcionalidad de esta ciencia. El término química, a decir del reconocido científico Robert Boyle, en 1661, se trataba del área que estudiaba los principios de los cuerpos mezclados.
En 1663 la química se definía como un arte científico por el cual se aprende a disolver cuerpos, obtener de ellos las diferentes sustancias de su composición y cómo unirlos después para alcanzar un nivel mayor de perfección; esto según el químico Christopher Glaser.
La definición de 1745 para la palabra química, usada por Georg Stahl, era el arte de entender el funcionamiento de las mezclas, compuestos o cuerpos hasta sus principios básicos, y luego volver a componer esos cuerpos a partir de esos mismos principios.
En 1857 Jean-Baptiste Dumas consideró la palabra química para referirse a la ciencia que se preocupaba de las leyes y efectos de las fuerzas moleculares. Esta definición luego evolucionaría hasta que, en 1947, se la definió como la ciencia que se preocupaba de las sustancias: su estructura, sus propiedades y las reacciones que las transforman en otras sustancias (caracterización dada por Linus Pauling).
Más recientemente, en 1988, la definición de química se amplió para ser «el estudio de la materia y los cambios que implica», según palabras del profesor Raymond Chang.

## Introducción
La ubicuidad de la química en las ciencias naturales hace que sea considerada una de las ciencias básicas. La química es de gran importancia en muchos campos del conocimiento, como la ciencia de materiales, la biología, la farmacia, la medicina, la geología, la ingeniería y la astronomía, entre otros.
Los procesos naturales estudiados por la química involucran partículas fundamentales (electrones, protones y neutrones), partículas compuestas (núcleos atómicos, átomos y moléculas) o estructuras microscópicas como cristales y superficies. 
Desde el punto de vista microscópico, las partículas involucradas en una reacción química pueden considerarse un sistema cerrado que intercambia energía con su entorno. En procesos exotérmicos, el sistema libera energía a su entorno, mientras que un proceso endotérmico solamente puede ocurrir cuando el entorno aporta energía al sistema que reacciona. En la mayor parte de las reacciones químicas hay flujo de energía entre el sistema y su campo de influencia, por lo cual puede extenderse la definición de reacción química e involucrar la energía cinética (calor) como un reactivo o producto
Aunque hay una gran variedad de ramas de la química, las principales divisiones son:
- Bioquímica: constituye un pilar fundamental de la biotecnología, y se ha consolidado como una disciplina esencial para abordar los grandes problemas y enfermedades actuales y del futuro, tales como el cambio climático, la escasez de recursos agroalimentarios ante el aumento de población mundial, el agotamiento de las reservas de combustibles fósiles, la aparición de nuevas formas de alergias, el aumento del cáncer, las enfermedades genéticas, la obesidad, etc.
- Fisicoquímica o química física: establece y desarrolla los principios físicos fundamentales detrás de las propiedades y el comportamiento de los sistemas químicos.[17][18]
- Química analítica: (del griego ἀναλύω) es la rama de la química que tiene como finalidad el estudio de la composición química de un material o muestra, mediante diferentes métodos de laboratorio. Se divide en química analítica cuantitativa y química analítica cualitativa.
- Química inorgánica: se encarga del estudio integrado de la formación, composición, estructura y reacciones químicas de los elementos y compuestos inorgánicos (por ejemplo, ácido sulfúrico o carbonato cálcico); es decir, los que no poseen enlaces carbono-hidrógeno, porque éstos pertenecen al campo de la química orgánica. Dicha separación no es siempre clara, como por ejemplo en la química organometálica que es una superposición de ambas.
- Química orgánica o química del carbono: es la rama de la química que estudia una clase numerosa de moléculas que contienen carbono formando enlaces covalentes carbono-carbono o carbono-hidrógeno y otros heteroátomos, también conocidos como compuestos orgánicos. Friedrich Wöhler y Archibald Scott Couper son conocidos como los padres de la química orgánica. La gran importancia de los sistemas biológicos hace que en la actualidad gran parte del trabajo en química sea de naturaleza bioquímica. Entre los problemas más interesantes se encuentran, por ejemplo, el estudio del plegamiento de proteínas y la relación entre secuencia, estructura y función de proteínas.
- Química Industrial: se encarga del estudio de la fabricación de productos químicos básicos, la producción y elaboración de combinaciones que desempeñan un importante papel en el desarrollo técnico.[19]

Si hay una partícula importante y representativa en la química, esta es el electrón. Uno de los mayores logros de la química es haber llegado al entendimiento de la relación entre reactividad química y distribución electrónica de átomos, moléculas o sólidos. Los químicos han tomado los principios de la mecánica cuántica y sus soluciones fundamentales para sistemas de pocos electrones y han hecho aproximaciones matemáticas para sistemas más complejos. La idea de orbital atómico y molecular es una forma sistemática en la cual la formación de enlaces es comprensible y es la sofisticación de los modelos iniciales de puntos de Lewis. La naturaleza cuántica del electrón hace que la formación de enlaces sea entendible físicamente y no se recurra a creencias como las que los químicos utilizaron antes de la aparición de la mecánica cuántica. Aun así, se obtuvo gran entendimiento a partir de la idea de puntos de Lewis.

## Historia
La historia de la química abarca un periodo de tiempo muy amplio, que va desde la prehistoria hasta el presente, y está ligada al desarrollo cultural de la humanidad y su conocimiento de la naturaleza. Las civilizaciones antiguas ya usaban tecnologías que demostraban su conocimiento de las transformaciones de la materia, y algunas servirían de base a los primeros estudios de la química. Entre ellas se cuentan la extracción de los metales de sus minas, la elaboración de aleaciones como el bronce, la fabricación de cerámica, esmaltes y vidrio, las fermentaciones de la cerveza y del vino, la extracción de sustancias de las plantas para usarlas como medicinas o perfumes y la transformación de las grasas en jabón.
Ni la filosofía ni la alquimia, la protociencia química, fueron capaces de explicar verazmente la naturaleza de la materia y sus transformaciones. Sin embargo, a base de realizar experimentos y registrar sus resultados los alquimistas establecieron los cimientos para la química moderna. El punto de inflexión hacia la química moderna se produjo en 1661 con la obra de Robert Boyle, The Sceptical Chymist: or Chymico-Physical Doubts & Paradoxes (El químico escéptico: o las dudas y paradojas quimio-físicas), donde se separa claramente la química de la alquimia, abogando por la introducción del método científico en los experimentos químicos. Se considera que la química alcanzó el rango de ciencia de pleno derecho con las investigaciones de Antoine Lavoisier y su esposa Marie Anne Pierrette Paulze, en las que basó su ley de conservación de la materia, entre otros descubrimientos que asentaron los pilares fundamentales de la química. A partir del siglo XVIII la química adquiere definitivamente las características de una ciencia experimental moderna. Se desarrollaron métodos de medición más precisos que permitieron un mejor conocimiento de los fenómenos y se desterraron creencias no demostradas.
La historia de la química se entrelaza con la historia de la física, como en la teoría atómica y en particular con la termodinámica, desde sus inicios con el propio Lavoisier, y especialmente a través de la obra de Willard Gibbs.
Clave de colores:

     Antes del 1500 (13 elementos): Antigüedad y Edad Media.
     1500-1800 (+21 elementos): casi todos en el Siglo de las Luces.
     1800-1849 (+24 elementos): revolución científica y revolución industrial.
     1850-1899 (+26 elementos): gracias a la espectroscopia.
     1900-1949 (+13 elementos): gracias a la teoría cuántica antigua y la mecánica cuántica.
     1950-2000 (+17 elementos): elementos "postnucleares" (del nº at. 98 en adelante) por técnicas de bombardeo.
     2001-presente (+4 elementos): por fusión nuclear.

### Química como ciencia

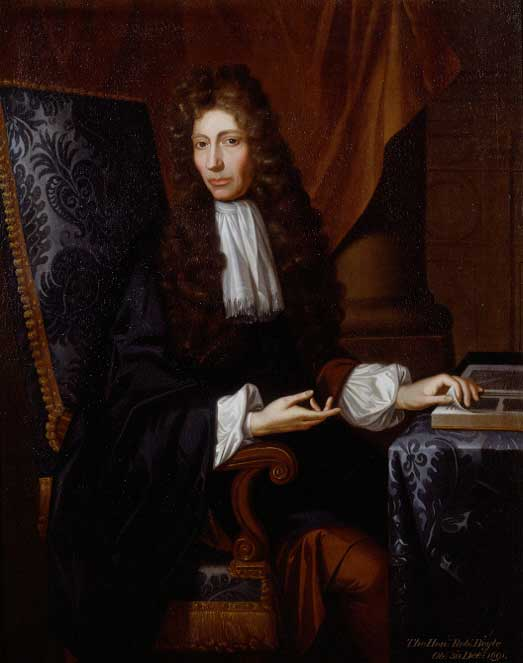
Robert Boyle

Bajo la influencia de los nuevos métodos empíricos propuestos por sir Francis Bacon, Robert Boyle, Robert Hooke, John Mayow, entre otros, comenzaron a remodelarse las viejas tradiciones acientíficas en una disciplina científica. Boyle, en particular, es considerado como el padre fundador de la química debido a su trabajo más importante, «El Químico Escéptico» donde se hace la diferenciación entre las pretensiones subjetivas de la alquimia y los descubrimientos científicos empíricos de la nueva química. Él formuló la ley de Boyle, rechazó los «cuatro elementos» y propuso una alternativa mecánica de los átomos y las reacciones químicas las cuales podrían ser objeto de experimentación rigurosa, demostrándose o siendo rebatidas de manera científica.
La teoría del flogisto (una sustancia que, suponían, producía toda combustión) fue propuesta por el alemán Georg Ernst Stahl en el siglo XVIII y solo fue rebatida hacia finales de siglo por el químico francés Antoine Lavoisier, quien dilucidó el principio de conservación de la masa y desarrolló un nuevo sistema de nomenclatura química utilizada para el día de hoy.
Antes del trabajo de Lavoisier, sin embargo, se han hecho muchos descubrimientos importantes, particularmente en lo que se refiere a lo relacionado con la naturaleza del "aire", que se descubrió, que se compone de muchos gases diferentes. El químico escocés Joseph Black (el primer químico experimental) y el neerlandés J. B. van Helmont descubrieron dióxido de carbono, o lo que Black llamaba "aire fijo" en 1754; Henry Cavendish descubre el hidrógeno y dilucida sus propiedades. Finalmente, Joseph Priestley e, independientemente, Carl Wilhelm Scheele aíslan oxígeno puro.
El científico inglés John Dalton propone en 1803 la teoría moderna de los átomos en su libro, La teoría atómica, donde postula que todas las sustancias están compuestas de "átomos" indivisibles de la materia y que los diferentes átomos tienen diferentes pesos atómicos.
El desarrollo de la teoría electroquímica de combinaciones químicas se produjo a principios del siglo XIX como el resultado del trabajo de dos científicos en particular, Jöns Jacob Berzelius y Humphry Davy, gracias a la invención, no hace mucho, de la pila voltaica por Alessandro Volta. Davy descubrió nueve elementos nuevos, incluyendo los metales alcalinos mediante la extracción de ellos a partir de sus óxidos con corriente eléctrica.
El británico William Prout propuso el ordenar a todos los elementos por su peso atómico, ya que todos los átomos tenían un peso que era un múltiplo exacto del peso atómico del hidrógeno. J. A. R. Newlands ideó una primitiva tabla de los elementos, que luego se convirtió en la tabla periódica moderna creada por el alemán Julius Lothar Meyer y el ruso Dmitri Mendeleev en 1860. Los gases inertes, más tarde llamados gases nobles, fueron descubiertos por William Ramsay en colaboración con lord Rayleigh al final del siglo, llenando por lo tanto la estructura básica de la tabla.

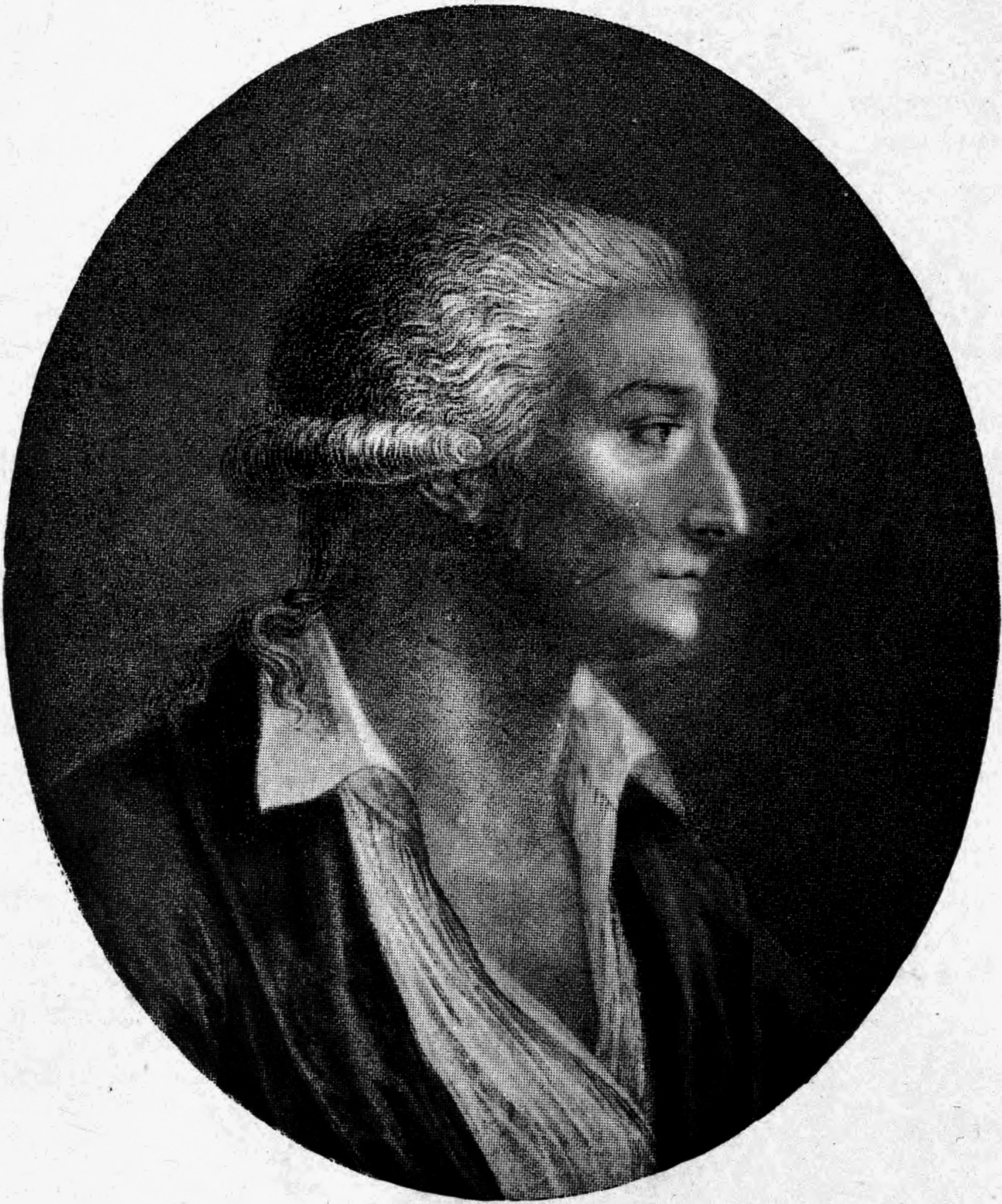
Antoine Lavoisier

La química orgánica ha sido desarrollada por Justus von Liebig y otros luego de que Friedrich Wohler sintetizara urea, demostrando que los organismos vivos eran, en teoría, reducibles a terminología química Otros avances cruciales del siglo XIX fueron: la comprensión de los enlaces de valencia (Edward Frankland,1852) y la aplicación de la termodinámica a la química (J. W. Gibbs y Svante Arrhenius, 1870).

### Estructura química
Llegado el siglo XX los fundamentos teóricos de la química fueron finalmente entendidos debido a una serie de descubrimientos que tuvieron éxito en comprobar la naturaleza de la estructura interna de los átomos. En 1897, J. J. Thomson, de la Universidad de Cambridge, descubrió el electrón y poco después el científico francés Becquerel, así como la pareja de Pierre y Marie Curie investigó el fenómeno de la radiactividad. En una serie de experimentos de dispersión, Ernest Rutherford, en la Universidad de Mánchester, descubrió la estructura interna del átomo y la existencia del protón, clasificando y explicando los diferentes tipos de radiactividad, y con éxito, transmuta el primer elemento mediante el bombardeo de nitrógeno con partículas alfa.
El trabajo de Rutherford en la estructura atómica fue mejorado por sus estudiantes, Niels Bohr y Henry Moseley. La teoría electrónica de los enlaces químicos y orbitales moleculares fue desarrollada por los científicos americanos Linus Pauling y Gilbert N. Lewis.
El año 2011 fue declarado por las Naciones Unidas como el Año Internacional de la Química. Esta iniciativa fue impulsada por la Unión Internacional de Química Pura y Aplicada, en conjunto con la Organización de las Naciones Unidas para la Educación, la Ciencia y la Cultura.

## Principios de la química moderna
El actual modelo de la estructura atómica es el modelo mecánico cuántico. La química tradicional comenzó con el estudio de las partículas elementales: átomos, moléculas, sustancias, metales, cristales y otros agregados de la materia. La materia podía ser estudiada en estados líquido, de gas o sólidos, ya sea de manera aislada o en combinación. Las interacciones, reacciones y transformaciones que se estudian en química son generalmente el resultado de las interacciones entre átomos, dando lugar a direccionamientos de los enlaces químicos que los mantienen unidos a otros átomos. Tales comportamientos son estudiados en un laboratorio de química.
En el laboratorio de química se suelen utilizar diversos materiales de cristalería. Sin embargo, la cristalería no es fundamental en la experimentación química ya que gran cantidad de experimentación científica (así sea en química aplicada o industrial) se realiza sin ella.
Una reacción química es la transformación de algunas sustancias en una o más sustancias diferentes. La base de tal transformación química es la reordenación de los electrones en los enlaces químicos entre los átomos. Se puede representar simbólicamente como una ecuación química, que por lo general implica átomos como la partícula central. El número de átomos a la izquierda y la derecha en la ecuación para una transformación química debe ser igual (cuando es desigual, la transformación, por definición, no es química, sino más bien una reacción nuclear o la desintegración radiactiva). El tipo de reacciones químicas que una sustancia puede experimentar y los cambios de energía que pueden acompañarla, son determinados por ciertas reglas básicas, conocidas como leyes químicas.
Las consideraciones energéticas y de entropía son variables importantes en casi todos los estudios químicos. Las sustancias químicas se clasifican sobre la base de su estructura, estado y composiciones químicas. Estas pueden ser analizadas usando herramientas del análisis químico, como por ejemplo, la espectroscopia y cromatografía. Los científicos dedicados a la investigación química se les suele llamar «químicos». La mayoría de los químicos se especializan en una o más áreas o subdisciplinas. Varios conceptos son esenciales para el estudio de la química, y algunos de ellos son:

### Materia
En química, materia es todo lo que ocupa espacio y tiene masa, forma, peso y volumen, por lo tanto, se puede observar y medir. La materia es la sustancia que forma los cuerpos físicos, compuestos por partículas. Las partículas que componen la materia también poseen masa en reposo, sin embargo, no todas las partículas tienen masa en reposo, un ejemplo es el fotón. La materia puede ser una sustancia química pura o una mezcla de sustancias.

### Átomos
El átomo es la unidad básica de la química. Se compone de un núcleo denso llamado núcleo atómico, el cual es rodeado por un espacio denominado «nube de electrones». El núcleo se compone de protones cargados positivamente y neutrones sin carga (ambos denominados nucleones). La nube de electrones son electrones que giran alrededor del núcleo cargados negativamente. 
En un átomo neutro, los electrones cargados negativamente equilibran la carga positiva de los protones. El núcleo es denso; La masa de un nucleón es 1836 veces mayor que la de un electrón, sin embargo, el radio de un átomo es aproximadamente 10 000 veces mayor que el de su núcleo
El átomo es la entidad más pequeña que se debe considerar para conservar las propiedades químicas del elemento, tales como la electronegatividad, el potencial de ionización, los estados de oxidación preferidos, los números de coordinación y los tipos de enlaces que un átomo prefiere formar (metálicos, iónicos, covalentes, etc.).

### Elemento químico
Un elemento químico es una sustancia pura que se compone de un solo tipo de átomo, caracterizado por su número particular de protones en los núcleos de sus átomos, número conocido como «número atómico» y que es representado por el símbolo Z. El número másico es la suma del número de protones y neutrones en el núcleo. Aunque todos los núcleos de todos los átomos que pertenecen a un elemento tengan el mismo número atómico, no necesariamente deben tener el mismo número másico; átomos de un elemento que tienen diferentes números de masa se conocen como isótopos. Por ejemplo, todos los átomos con 6 protones en sus núcleos son átomos de carbono, pero los átomos de carbono pueden tener números másicos de 12 o 13.
Desde el momento en que se descubrieron los primeros elementos se intentó ordenarlos o clasificarlos para poder estudiar sus propiedades o características.
La presentación estándar de los elementos químicos está en la tabla periódica, la cual ordena los elementos por número atómico. La tabla periódica se organiza en grupos (también llamados columnas) y períodos (o filas). La tabla periódica es útil para identificar tendencias periódicas.

### Compuesto químico

Fórmula estructural de la molécula de cafeína.

Un compuesto químico es una sustancia química pura compuesta de más de un elemento. Las propiedades de un compuesto tienen poca similitud con las de sus elementos. La nomenclatura estándar de los compuestos es fijada por la Unión Internacional de Química Pura y Aplicada (IUPAC). Los compuestos orgánicos se nombran según el sistema de nomenclatura orgánica. Los compuestos inorgánicos se nombran según el sistema de nomenclatura inorgánica. Además, el Servicio de Resúmenes Químicos ha ideado un método para nombrar sustancias químicas. En este esquema cada sustancia química es identificable por un número conocido como número de registro CAS.

## Subdisciplinas de la química

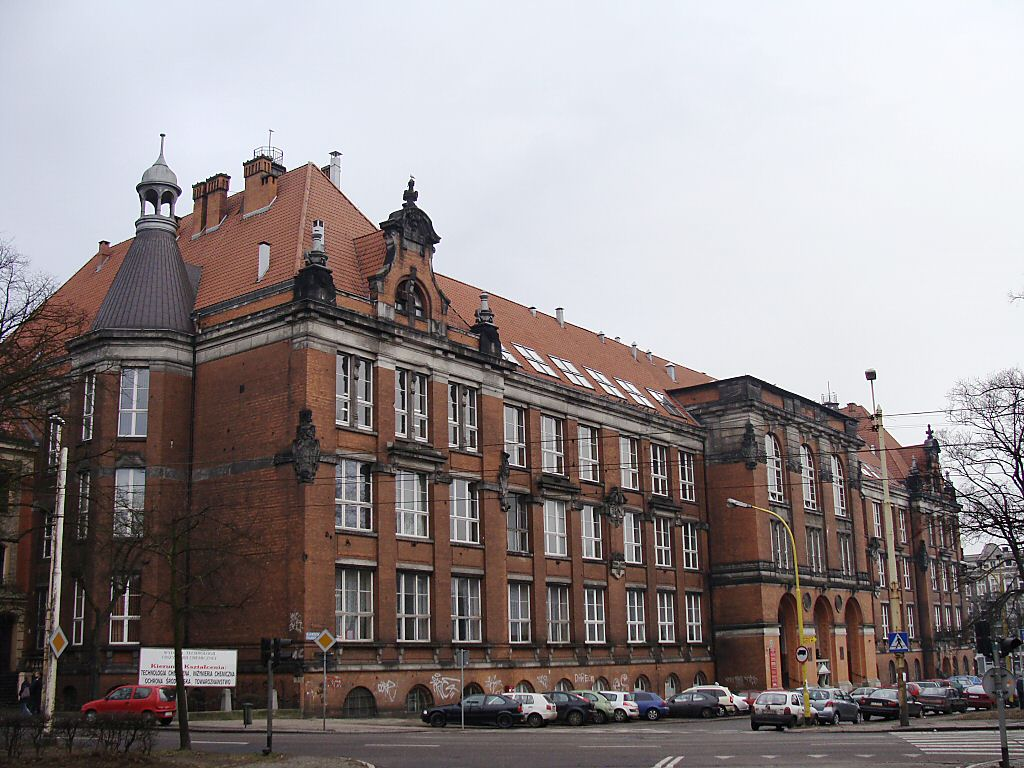
Instituto de Tecnología Química Inorgánica e Ingeniería Ambiental, Instituto de Polímeros e Instituto de Tecnología Química Orgánica, Universidad Tecnológica de Pomerania Occidental, en Szczecin, Polonia.

La química cubre un campo de estudios bastante amplio, por lo que en la práctica se estudia cada tema de manera particular. Las seis principales y más estudiadas ramas de la química son:
- Química inorgánica: síntesis y estudio de las propiedades eléctricas, magnéticas y ópticas de los compuestos formados por átomos que no sean de carbono (aunque con algunas excepciones). Trata especialmente los nuevos compuestos con metales de transición, los ácidos y las bases, entre otros compuestos.
- Química orgánica: Síntesis y estudio de los compuestos que se basan en cadenas de carbono.
- Bioquímica: estudia las reacciones químicas en los seres vivos, estudia el organismo y los seres vivos. Bioquímica es el estudio de las sustancias químicas, las reacciones químicas y las interacciones químicas que tienen lugar en los organismos vivos. Bioquímica y la química orgánica están estrechamente relacionados, como en la química médica o neuroquímica. Bioquímica también se asocia con la biología molecular y la genética.
- Química física: también conocidas como fisicoquímica, estudia los fundamentos y bases físicas de los sistemas y procesos químicos. En particular, son de interés para el químico físico los aspectos energéticos y dinámicos de tales sistemas y procesos. Entre sus áreas de estudio más importantes se incluyen la termodinámica química, la cinética química, la electroquímica, la mecánica estadística y la espectroscopia. Usualmente se la asocia también con la química cuántica y la química teórica.
- Química industrial: Estudia los métodos de producción de reactivos químicos en cantidades elevadas, de la manera económicamente más beneficiosa. En la actualidad también intenta aunar sus intereses iniciales, con un bajo daño al medio ambiente.
- Química analítica: estudia los métodos de detección (identificación) y cuantificación (determinación) de una sustancia en una muestra. Se subdivide en Cuantitativa y Cualitativa.[cita requerida]

La diferencia entre la química orgánica y la química biológica es que en la química biológica las moléculas de ADN tienen una historia y, por ende, en su estructura nos hablan de su historia, del pasado en el que se han constituido, mientras que una molécula orgánica, creada hoy, es solo testigo de su presente, sin pasado y sin evolución histórica.
Además existen múltiples subdisciplinas que, por ser demasiado específicas o bien multidisciplinares, se estudian individualmente:[cita requerida]
- Astroquímica es la ciencia que se ocupa del estudio de la composición química de los astros y el material difuso encontrado en el espacio interestelar, normalmente concentrado en grandes nubes moleculares.
- Electroquímica es una rama de la química que estudia la transformación entre la energía eléctrica y la energía química.
- Fotoquímica, una subdisciplina de la química, es el estudio de las interacciones entre átomos, moléculas pequeñas, y la luz (o radiación electromagnética).
- Magnetoquímica es la rama de la química que se dedica a la síntesis y el estudio de las sustancias de propiedades magnéticas interesantes.
- Nanoquímica (relacionada con la nanotecnología).
- Petroquímica es lo perteneciente o relativo a la industria que utiliza el petróleo o el gas natural como materias primas para la obtención de productos químicos.
- Geoquímica: estudia todas las transformaciones de los minerales existentes en la tierra.
- Química computacional es una rama de la química que utiliza computadores para ayudar a resolver problemas químicos. Utiliza los resultados de la química teórica, incorporados en algún software para calcular las estructuras y las propiedades de moléculas y cuerpos sólidos. Mientras sus resultados normalmente complementan la información obtenida en experimentos químicos, pueden, en algunos casos, predecir fenómenos químicos no observados a la fecha.
- Química cuántica es una rama de la química teórica en donde se aplica la mecánica cuántica y la teoría cuántica de campos.
- Química macromolecular: estudia la preparación, caracterización, propiedades y aplicaciones de las macromoléculas o polímeros;
- Química medioambiental: estudia la influencia de todos los componentes químicos que hay en la tierra, tanto en su forma natural como antropogénica;
- Química nuclear o física nuclear es una rama de la física que estudia las propiedades y el comportamiento de los núcleos atómicos.
- Química organometálica se encarga del estudio de los compuestos organometálicos, que son aquellos compuestos químicos que poseen un enlace entre un átomo de carbono y un átomo metálico, de su síntesis y de su reactividad.
- Química supramolecular es la rama de la química que estudia las interacciones supramoleculares, esto es, entre moléculas.
- Química teórica incluye el uso de la matemática y física para explicar o predecir fenómenos químicos.
- Química toxicológica: estudia la toxicidad de sustancias químicas naturales o artificiales sobre el medioambiente y el ecosistema, incluido el ser humano, a corto y largo plazo.[42]

## Los aportes de célebres autores
Hace aproximadamente 455 años solo se conocían doce elementos. A medida que fueron descubriendo más elementos, los científicos se dieron cuenta de que todos guardaban un orden preciso. Cuando los colocaron en una tabla ordenada en filas y columnas, vieron que los elementos de una misma columna tenían propiedades similares. Pero también aparecían espacios vacíos en la tabla para los elementos aún desconocidos. Estos espacios huecos llevaron al científico ruso Dmitri Mendeléyev a pronosticar la existencia del germanio, de número atómico 32, así como su color, su peso, su densidad y su punto de fusión. Su “predicción sobre otros elementos como —el galio y el escandio— también resultó muy atinada”, señala la obra Chemistry, libro de texto de química editado en 1995.

## Químicos relevantes delsigloXX-XXIganadores del Premio Nobel de Química

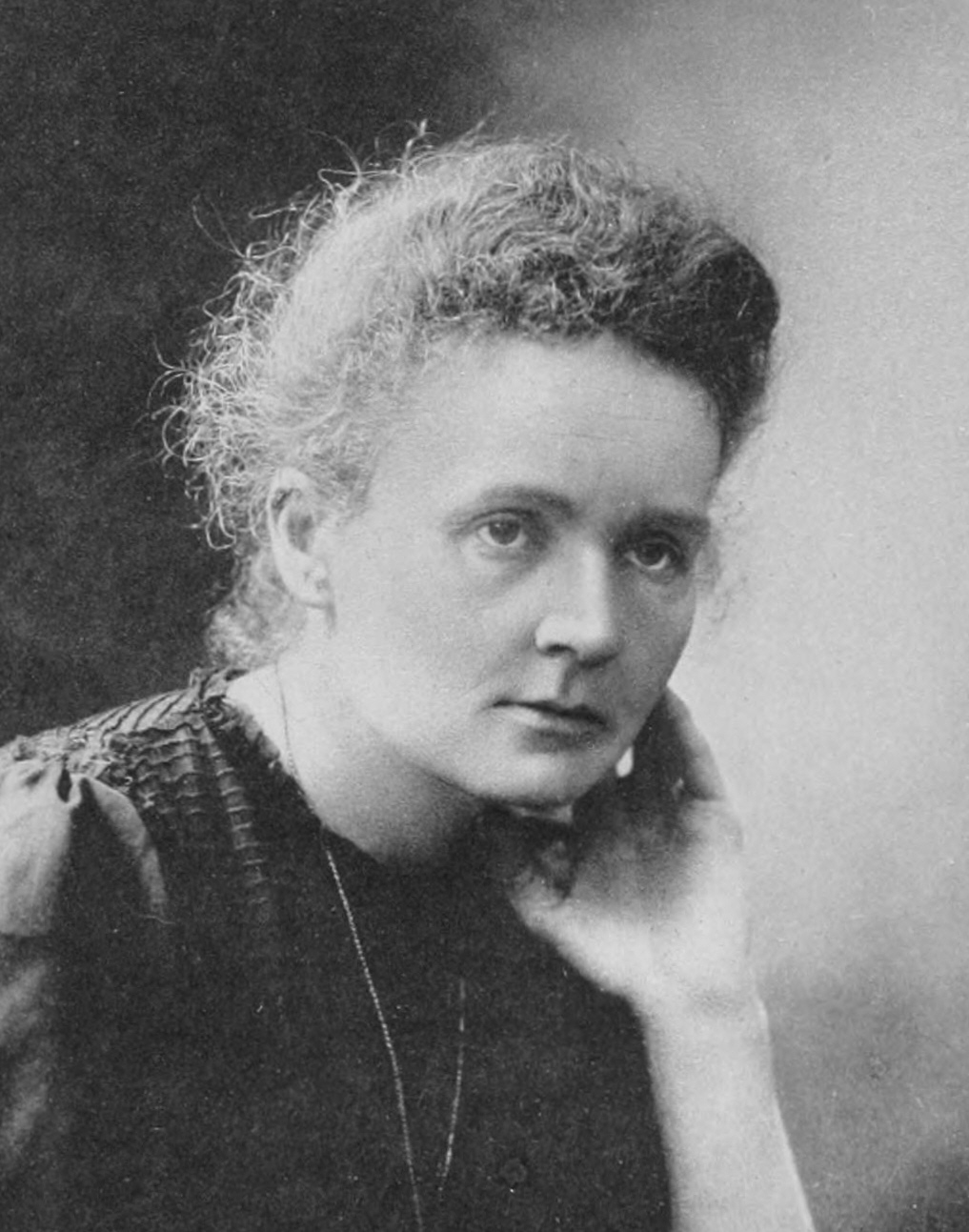
Marie Curie descubrió el Polonio y el radio.

Muchos científicos han contribuido al crecimiento de la Química a través de importantes descubrimientos que los han hecho merecedores del Premio Nobel en Química. A modo de ejemplo, entre mucho de ellos, podemos citar a Emil Fischer que descubrió la síntesis de la glucosa y otros azúcares, Maria Curie por sus estudios en el campo de la radiactividad descubriendo el radio y el polonio. Theodor Svedberg, por el invento y la aplicación de la ultracentrífuga; Irene Curie, hija de María Curie, por construir el primer reactor nuclear que utilizaba la fisión nuclear controlada. Otto Hanh por su descubrimiento de la fisión nuclear, Linus Pauling por su estudio de la estructura atómica de las proteínas y la anemia falciforme causada por defecto genético en la producción de hemoglobina. Luis Federico Leloir por el descubrimiento de los procesos químicos que dan lugar a la formación de azúcares en las plantas, Paul Crutzen compartió el Nobel con Mario Molina y Sherwood Rowlands por el descubrimiento del papel de los óxidos de nitrógeno y de los fluorocarbonos en la destrucción de la capa de ozono, Roger David Kornberg por el descubrimiento del modo en que las células copian la información genética. Los últimos científicos que han obtenido el Premio Nobel de Química han sido Stanley Whittingham y Akira Yoshino por el desarrollo de las baterías de iones de litio.

Véase también: Actualidad en el uso pacífico de la radioactividad

## Campo de estudio: el átomo
El origen de la teoría atómica se remonta a la escuela filosófica de los atomistas, en la Grecia antigua. Los fundamentos empíricos de la teoría atómica, de acuerdo con el método científico, se debe a un conjunto de trabajos hechos por Antoine Lavoisier, Louis Proust, Jeremias Benjamin Richter, John Dalton, Gay-Lussac, Berzelius y Amadeo Avogadro, hacia principios del siglo XIX. 
Los átomos son la fracción más pequeña de materia estudiados por la química, están constituidos por diferentes partículas, cargadas eléctricamente, los electrones, de carga negativa; los protones, de carga positiva; los neutrones, que, como su nombre indica, son neutros (sin carga); todos ellos aportan masa para contribuir al peso.
Los tipos de átomos que forman las células son relativamente pocos:
Cada átomo tiene en su parte central un núcleo denso con carga positiva rodeado a cierta distancia por una nube de electrones con carga negativa que se mantienen en órbita alrededor del núcleo por atracción electrostática. El núcleo está formado por dos tipos de partículas subatómicas: los protones, que tienen carga positiva, y los neutrones, que son eléctricamente neutros. El número de protones presentes en el núcleo del átomo determina su número atómico. Un átomo de hidrógeno tiene un solo protón en el núcleo; por consiguiente el hidrógeno, cuyo número atómico es 1, es el elemento más liviano. La carga eléctrica de un protón es exactamente igual y opuesta a la carga de un electrón. El átomo es eléctricamente neutro; el número de electrones con carga negativa que se encuentra alrededor del núcleo es igual al número de protones con carga positiva que se encuentran dentro del núcleo; por ende, el número de electrones de un átomo también es igual al número atómico. Todos los átomos de un elemento tienen el mismo número atómico.

## Conceptos fundamentales

### Partículas
Los átomos son las partes más pequeñas de un elemento (como el carbono, el hierro o el oxígeno). Todos los átomos de un mismo elemento tienen la misma estructura electrónica (responsable ésta de la mayor parte de las características químicas), y pueden diferir en la cantidad de neutrones (isótopos). Las moléculas son las partes más pequeñas de una sustancia (como el azúcar), y se componen de átomos enlazados entre sí. Si tienen carga eléctrica, tanto átomos como moléculas se llaman iones: cationes si son positivos, aniones si son negativos.
El mol se usa como contador de unidades, como la docena (12) o el millar (1000), y equivale a {\displaystyle 6,022045\cdot 10^{23}}. Se dice que 12 gramos de carbono o un gramo de hidrógeno o 56 gramos de hierro contienen aproximadamente un mol de átomos (la masa molar de un elemento está basada en la masa de un mol de dicho elemento). Se dice entonces que el mol es una unidad de cambio. El mol tiene relación directa con el número de Avogadro. El número de Avogadro fue estimado para el átomo de carbono por el químico y físico italiano Carlo Amedeo Avogadro, conde de Quarequa e di Cerreto. Este valor, expuesto anteriormente, equivale al número de partículas presentes en 1 mol de dicha sustancia:
1 mol de glucosa equivale a {\displaystyle 6,022045\cdot 10^{23}} moléculas de glucosa.
1 mol de uranio equivale a {\displaystyle 6,022045\cdot 10^{23}} átomos de uranio.
Dentro de los átomos puede existir un núcleo atómico y uno o más electrones. Los electrones son muy importantes para las propiedades y las reacciones químicas. Dentro del núcleo se encuentran los neutrones y los protones. Los electrones se encuentran alrededor del núcleo.
También se dice que el átomo es la unidad básica de la materia con características propias. Está formado por un núcleo, donde se encuentran los protones.

### De los átomos a las moléculas
Los enlaces son las uniones entre átomos para formar moléculas. Siempre que existe una molécula es porque ésta es más estable que los átomos que la forman por separado. A la diferencia de energía entre estos dos estados se le denomina energía de enlace.
Los átomos se combinan en proporciones fijas para generar moléculas concretas. Por ejemplo, dos átomos de hidrógeno se combinan con uno de oxígeno para dar una molécula de agua. Esta proporción fija se conoce como estequiometría. Sin embargo, el mismo número y tipo de átomos puede combinarse de diferente forma dando lugar a sustancias isómeras.

### Orbitales

Diagrama espacial que muestra los orbitales atómicos hidrogenoides de momento angular del tipo d (l=2).

Para una descripción y comprensión detalladas de las reacciones químicas y de las propiedades físicas de las diferentes sustancias, es muy útil su descripción a través de orbitales, con ayuda de la química cuántica.
Un orbital atómico es una función matemática que describe la disposición de uno o dos electrones en un átomo. Un orbital molecular es el análogo en las moléculas.
En la teoría del orbital molecular la formación del enlace covalente se debe a una combinación matemática de orbitales atómicos (funciones de onda) que forman orbitales moleculares, llamados así porque pertenecen a toda la molécula y no a un átomo individual. Así como un orbital atómico (sea híbrido o no) describe una región del espacio que rodea a un átomo donde es probable que se encuentre un electrón, un orbital molecular describe también una región del espacio en una molécula donde es más factible que se hallen los electrones.
Al igual que un orbital atómico, un orbital molecular tiene un tamaño, una forma y una energía específicos. Por ejemplo, en la molécula de hidrógeno molecular se combinan dos orbitales atómicos, ocupado cada uno por un electrón. Hay dos formas en que puede presentarse la combinación de orbitales: aditiva y substractiva. La combinación aditiva produce la formación de un orbital molecular que tiene menor energía y que presenta una forma casi ovalada, mientras que la combinación substractiva conduce a la formación de un orbital molecular con mayor energía y que genera un nodo entre los núcleos.

### De los orbitales a las sustancias
Los orbitales son funciones matemáticas para describir procesos físicos: un orbital únicamente existe en el sentido matemático, como pueden existir una suma, una parábola o una raíz cuadrada. Los átomos y las moléculas son también idealizaciones y simplificaciones: un átomo y una molécula solo existen en el vacío, y en sentido estricto una molécula solo se descompone en átomos si se rompen todos sus enlaces.
En el "mundo real" únicamente existen los materiales y las sustancias. Si se confunden los objetos reales con los modelos teóricos que se usan para describirlos, es fácil caer en falacias lógicas.

### Disoluciones
En agua, y en otros disolventes (como la acetona o el alcohol), es posible disolver sustancias, de forma que quedan disgregadas en las moléculas o en los iones que las componen (las disoluciones son transparentes). Cuando se supera cierto límite, llamado solubilidad, la sustancia ya no se disuelve, y queda, bien como precipitado en el fondo del recipiente, bien como suspensión, flotando en pequeñas partículas (las suspensiones son opacas o traslúcidas).

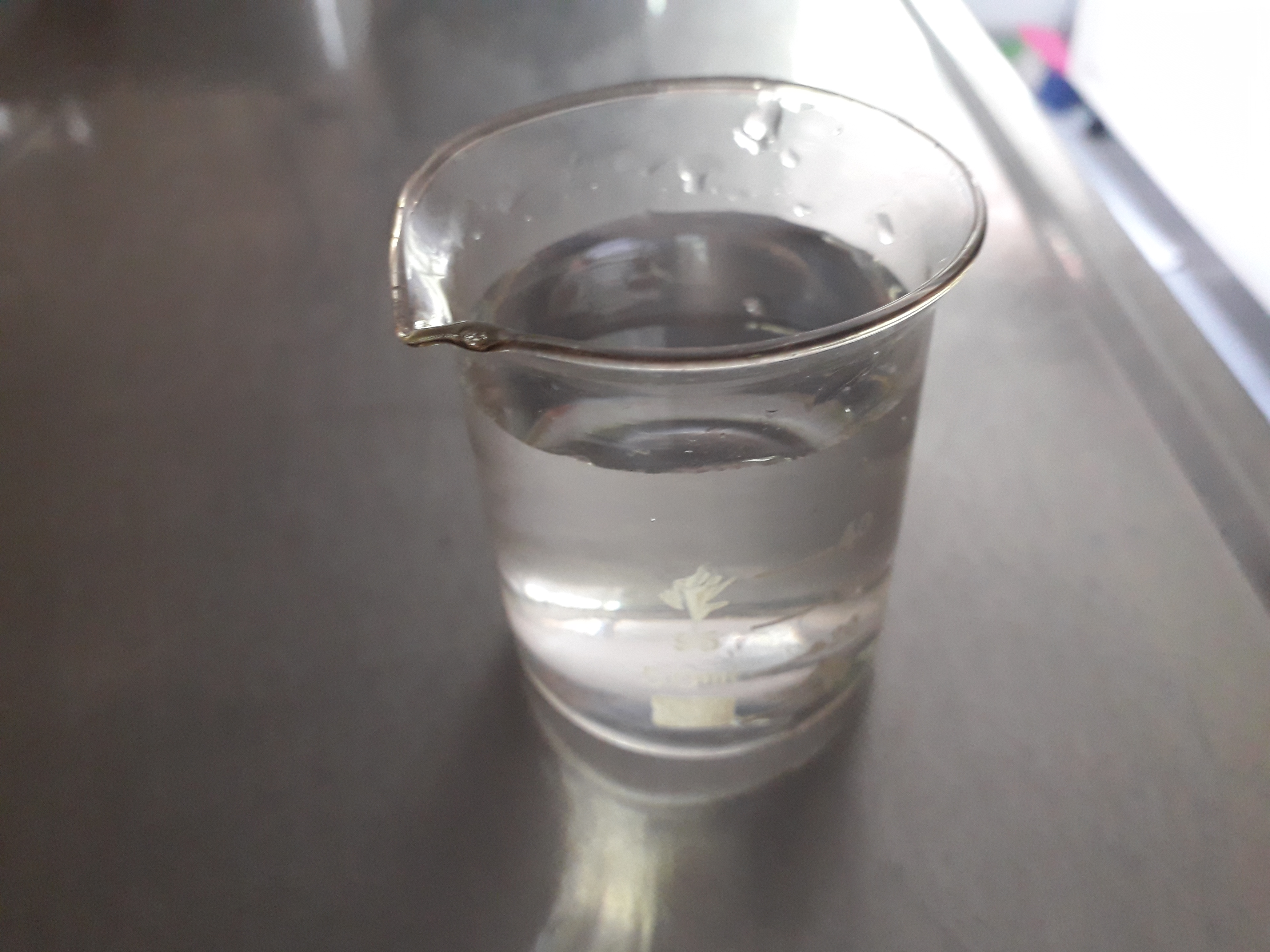
Agua, disolvente universal

Se denomina concentración a la medida de la cantidad de soluto por unidad de cantidad de disolvente.

### Medida de la concentración
La concentración de una disolución se puede expresar de diferentes formas, en función de la unidad empleada para determinar las cantidades de soluto y disolvente. Las más usuales son:
- g/l (gramos por litro) razón soluto/disolvente o soluto/disolución, dependiendo de la convención
- % p/p (concentración porcentual en peso) razón soluto/disolución
- % V/V (concentración porcentual en volumen) razón soluto/disolución
- M (molaridad) razón soluto/disolución
- N (normalidad) razón soluto/disolución
- m (molalidad) razón soluto/disolvente
- x (fracción molar)
- ppm (partes por millón) razón soluto/disolución

### Acidez
El pH es una escala logarítmica para describir la acidez de una disolución acuosa. Los ácidos, como por ejemplo el zumo de limón y el vinagre, tienen un pH bajo (inferior a 7). Las bases, como la sosa o el bicarbonato de sodio, tienen un pH alto (superior a 7).
El pH se calcula mediante la siguiente ecuación:
{\displaystyle pH=-\log a_{H^{+}}\approx -\log[H^{+}]\,}
donde {\displaystyle a_{H^{+}}\,} es la actividad de iones hidrógeno en la solución, la que en soluciones diluidas es numéricamente igual a la molaridad de iones hidrógeno {\displaystyle [H^{+}]\,} que cede el ácido a la solución.
- una solución neutral (agua ultrapura) tiene un pH de 7, lo que implica una concentración de iones hidrógeno de 10-7 M;

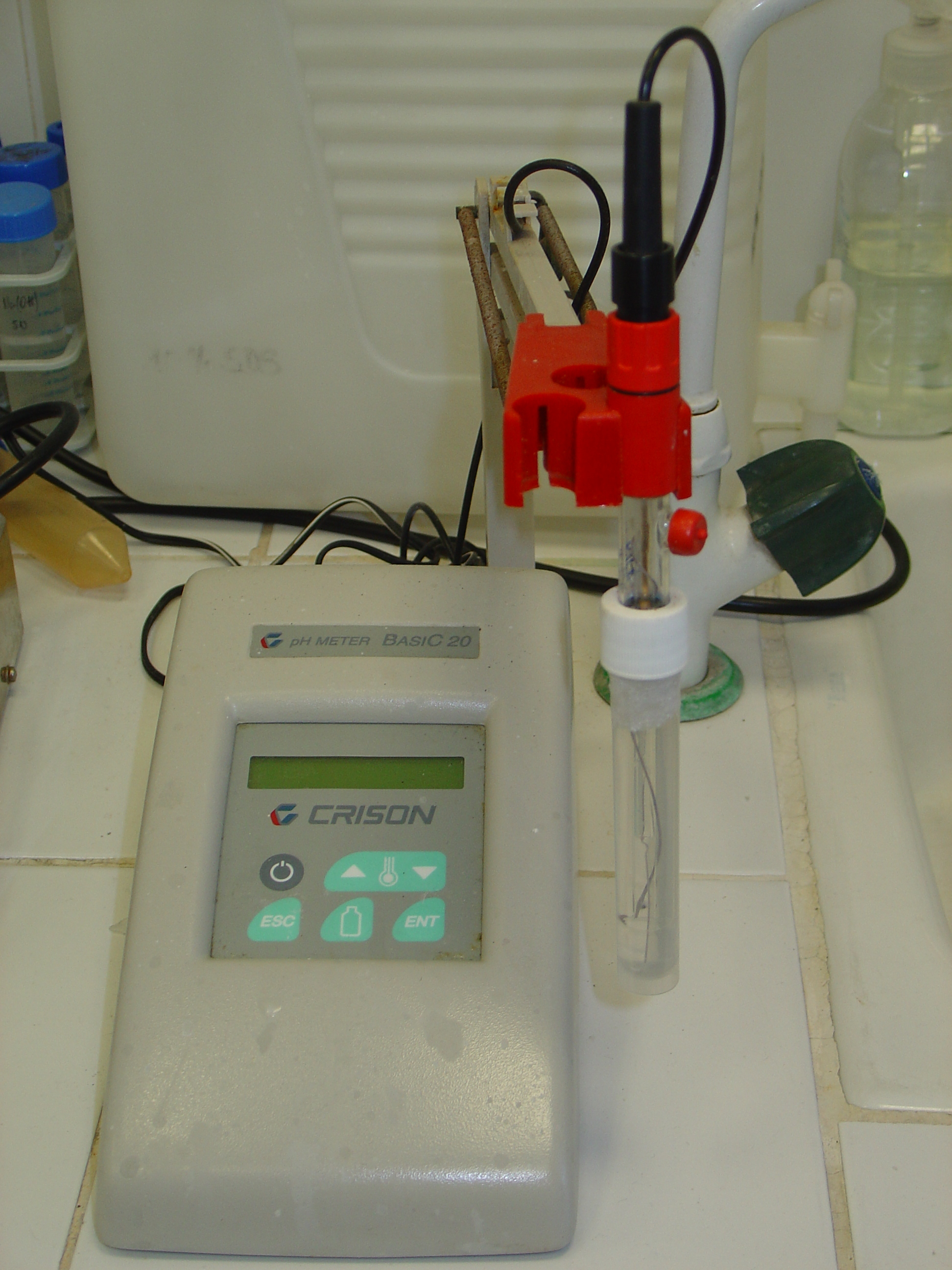
pHmetro_ Medidor de pH

- pHmetro_ Medidor de pH una solución ácida (por ejemplo, de ácido sulfúrico) tiene un pH < 7, es decir, la concentración de iones hidrógeno es mayor que 10-7 M;
- una solución básica (por ejemplo, de hidróxido de potasio) tiene un pH > 7, o sea que la concentración de iones hidrógeno es menor que 10-7 M.

### Formulación y nomenclatura
La IUPAC, un organismo internacional, mantiene unas reglas para la formulación y nomenclatura química. Este organismo es la autoridad universalmente reconocida en nomenclatura y terminología químicas. De esta forma, es posible referirse a los compuestos químicos de forma sistemática y sin equívocos.
Mediante el uso de fórmulas químicas es posible también expresar de forma sistemática las reacciones químicas, en forma de ecuación química.
Por ejemplo:
{\displaystyle MgSO_{4}+Ca(OH)_{2}\rightleftharpoons CaSO_{4}+Mg(OH)_{2}}